# Конрад I (пан Вюртембергу)
Конрад I (нім. Konrad I.; д/н — 1110) — пан (гер) Вюртембергу в 1083—1110 роках. Засновник Вюртемберзького дому.

## Життєпис
Походив зі шляхетського роду Бойтельсбахів. Про його батька нічого невідомо. Висловлюється думка, що був нащадком Конрада I, герцога Каринтії, представника Салічної династії. Братом Конрада був Бруно фон Бойтельсбах, абат монастиря Гірзау в Північному Шварцвальді.
Перша письмова згадка про Конрада відноситься до 1081 року. 1083 року, скориставшись розгардіяшем в герцогстві Швабському (внаслідок боротьби за владу) захопив гору Вітемберг, де звів замок, а себе оголосив його паном. До 1088 року підтримував повстання Генріха Зальмського проти імператора Генріха IV.
1089 року був свідком Бемпфлійської угоди між графами Куно фон Вюлфлінгеном та Лютольдом фон Агалмом, з одного боку, та їхнім небожем графом Вернером фон Грюнінгеном. 1092 року надав значну допомогу монастиреві Аллергайліген в Шаффгаузені.
Помер 1110 року. Йому спадкував небіж Конрад II.

## Родина
За одними відомостями його дружиною була Вілібурга, донька графа Рудольфа I фон Агалма з роду Фюрстенберг, за іншими — Вендтруда, невідомого походження. Про дітей нічого не відомо.